# Brigitte Senut

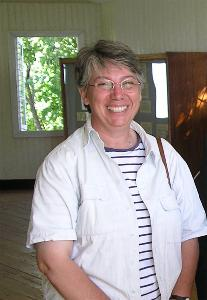
Brigitte Senut, 2009

Brigitte Senut (* 27. Januar 1954 in Paris) ist eine französische Paläoanthropologin und Primatologin sowie Professorin am Muséum national d’histoire naturelle in Paris. Sie ist u. a. Co-Autorin der Erstbeschreibung von Orrorin und Kogolepithecus, zwei fossilen Menschenaffen.

## Leben
Brigitte Senut studierte ab 1972 Biologie und Chemie, ab 1973 Biologie und Geologie an der Universität Pierre und Marie Curie in Paris. Nach ihrem Master-Abschluss im Fach Geologie im Jahr 1975 spezialisierte sie sich auf Themen aus dem Gebiet der Paläontologie der Wirbeltiere und speziell aus dem Gebiet der Paläoanthropologie. 1976 erwarb sie in diesen Fachgebieten in der Arbeitsgruppe von Robert Hoffstetter das Diplôme d’études approfondies und 1978 den Doktor-Grad mit einer Studie über L'étude de l'humérus et de ses articulations chez les Hominidés du Plio-Pléistocène in Zusammenarbeit mit Robert Hoffstetter und Yves Coppens.
Seit 1986 hat Brigitte Senut Feldstudien in Afrika geleitet, insbesondere in Uganda, Kenia, Namibia sowie in Südafrika, Angola und Botswana, häufig gemeinsam mit ihrem Lebensgefährten, dem britischen Paläontologen Martin Pickford. Als Autorin und Co-Autorin publizierte sie u. a. die Erstbeschreibungen von Namatherium, Ugandapithecus und Otavipithecus, des fossilen Buschschliefers Heterohyrax auricampensis, der fossilen Rüsselspringer Hypsorhynchocyon und Brevirhynchocyon sowie der Schliefer-Gattung Namahyrax.

## Ehrungen
- Im Jahr 2000 wurde ihr die Goldmedaille des Centre national de la recherche scientifique (CNRS) zuerkannt.[1]
- Im Jahr 2002 wurde sie zum Chevalier dans l’Ordre National du Mérite ernannt.[2]
- Im Jahr 2003 benannte Cécile Mourer-Chauviré einen in Namibia entdeckten, fossilen Vogel aus dem Formenkreis der Hoatzin als Namibiavis senutae.[3]
- Im Jahr 2005 wurde die Art Sivaonyx senutae – ein fossiler Marder – nach ihr benannt.[4]
- Im Jahr 2008 wurde sie vom französischen Staat zum Chevalier de la Légion d’Honneur ernannt.[5]
- Im Jahr 2008 wurde ihr der Prix Irène Joliot-Curie verliehen.[6]
- Im Jahr 2008 wurde eine in Namibia entdeckte, fossile Schleichkatze Senut zu Ehren als Leptoplesictis senutae benannt.[7]
- Im Jahr 2009 wurde eine fossile Landschnecke als Thapsia senutae benannt.[8]
- Im Jahr 2019 wurde ihr der Prix scientifique Cino Del Duca verliehen.

## Belege
1. 1 2  Médaille d’argent du CNRS 2000. Eingesehen am 27. Januar 2021.
2. 1 2 3  Kurzbiographie auf hominides.com, eingesehen am 27. Januar 2021.
3. ↑  Cécile Mourer-Chauviré: Birds (Aves) from the Middle Miocene of Arrisdrift (Namibia). Preliminary study with description of two new genera: Amanuensis (Accipitriformes, Sagittariidae) and Namibiavis (Gruiformes, Idiornithidae). In: Memoir of the Geological Survey of Namibia. Band 19, 2003, S. 106, Volltext (PDF)
4. ↑  Jorge Morales und Martin Pickford: Giant bunodont Lutrinae from the Mio-Pliocene of Kenya and Uganda. In: Estudios Geologicos. Band 61, Nr. 3–6, 2005, S. 236, Volltext
5. ↑  Décret du 11 juillet 2008 portant promotion et nomination.
6. ↑  Les lauréates du prix Irène Joliot-Curie 2008. (Memento vom 21. März 2012 im Internet Archive)
7. ↑  Jorge Morales, Martin Pickford und Manuel J. Salesa: Creodonta and Carnivora from the Early Miocene of the Northern Sperrgebiet, Namibia. In: Memoir of the Geological Survey of Namibia. Band 20, 2008, S. 303, Volltext (PDF).
8. ↑  Martin Pickford: Land Snails from the Early Miocene Legetet Formation, Koru, Kenya. In: Geo-Pal Kenya. Band 2, 2009, S. 1–88. ISSN 2076-8001.

| Personendaten    | Personendaten                   |
| ---------------- | ------------------------------- |
| NAME             | Senut, Brigitte                 |
| KURZBESCHREIBUNG | französische Paläoanthropologin |
| GEBURTSDATUM     | 27. Januar 1954                 |
| GEBURTSORT       | Paris                           |